# Nicht ich (Lied)
Nicht ich ist ein Lied der deutschen Singer-Songwriterin Madeline Juno aus dem Jahr 2024. Das Stück ist die siebte Singleauskopplung aus ihrem sechsten Studioalbum Nur zu Besuch.

## Entstehung und Artwork
Nicht ich wurde von der Interpretin selbst, gemeinsam mit dem Stuttgarter Singer-Songwriter Steven Bashir, dem Berliner Musiker Joschka Bender, dem Braunschweiger Musiker Alexander Knolle (Alex Lys) und dem Koblenzer Sänger Wieland Stahnecker (Blinker), geschrieben. Bender zeichnete darüber hinaus auch für die Aufnahme, Instrumentierung (Gitarre und Keyboard), Produktion und Programmierung verantwortlich. Bashir, Blinker und Lys arbeiteten bereits mit Juno für ihr vorangegangenes Studioalbum Besser kann ich es nicht erklären (2022) zusammen. Bender ist bereits seit Beginn von Junos Karriere festes Mitglied ihrer Liveband und an diversen Produktionen, in verschiedenen Funktionen, beteiligt gewesen. Neben der Gitarre und dem Keyboard engagierte man für das Schlagzeug Benjamin Scheufler, ein weiteres Livemitglied aus Junos Band. Das Mastering erfolgte durch HP Mastering Hamburg, unter der Leitung des Studioinhabers Hans-Philipp Graf. Für die Abmischung war der Berliner Toningenieur Dennis Keil zuständig.
Auf dem Frontcover der Single ist Juno, vor einem beigen Hintergrund, auf einem Hocker sitzend, zu sehen. Sie hat ihre Haare hochgebunden und trägt dazu schwarze Stiefeletten, eine beige Anzughose mit weiten Beinen sowie ein schwarz-transparentes Oberteil. Juno hat zurückgelehnt auf dem Hocker platzgenommen und hält sich mit beiden Armen an der Sitzfläche fest, während sie ihren Blick auf den Boden gerichtet hat. Die Fotografie stammt von Ben Wolf, der in der Vergangenheit bereits öfters als Fotograf und Regisseur für Juno engagiert wurde, so als Regisseur von Solange wir fahren (2022) oder auch Ich sterbe zuerst (2023). Für das Artwork war Max Binski verantwortlich.

## Veröffentlichung und Promotion
Die Erstveröffentlichung von Nicht ich erfolgte als Single am 12. Januar 2024. Diese erschien als digitaler Einzeltrack zum Download und Streaming durch Embassy of Music. Der Vertrieb erfolgte durch Tonpool; verlegt wurde das Lied durch BMG Rights Management, Budde Music Publishing, Edition Novemberkind, Sony Music Publishing und Universal Music Publishing. Seine Livepremiere feierte das Lied bereits am 21. Oktober 2023, während Junos zweiter eigenständigen Akustiktournee. Am 26. Januar 2024 erschien das Lied als Teil von Junos sechstem Studioalbum Nur zu Besuch, dessen siebte Singleauskopplung es ist.
Um das Lied zu bewerben, erschien am Tag der Singleveröffentlichung ein Lyrikvideo, für das David Provan verantwortlich zeichnete.

## Inhalt
| „Bin ich für dich der Bösewicht in deiner Story. Die eine Ex, die dich am Boden sehen wollte. Ein Egoist, der Teufel in Person. Doch wenn du ehrlich bist, weißt du, das bin nicht ich. Und du verdienst die Welt und das doppelt, dreifach. Wen, der dich liebt, bedingungslos und ohne Zweifel. Auf Händen trägt, von hier bis zum Mond. Doch wenn du ehrlich bist, weißt du, das bin nicht ich.“ – Refrain, Originalauszug | Der Liedtext zu Nicht ich ist in deutscher Sprache verfasst. Geschrieben und komponiert wurde das Stück gemeinsam von Steven Bashir, Joschka Bender, Blinker, Madeline Juno und Alex Lys. Musikalisch bewegt sich das Lied im Bereich Popmusik. Das Tempo beträgt 100 Schläge pro Minute. Die Tonart ist Cis-Dur. Inhaltlich geht es in dem Lied um das Verhältnis zweier Menschen, die in der Vergangenheit eine Liebesbeziehung führten. Juno singt davon, dass sie „jung und dumm“ gewesen sei und die Beziehung zur falschen Zeit erfolgte („Ich war jung und dumm; und wir einfach zu falschen Zeit passiert“). Sie vollzog die Trennung und war somit in seinen Augen der „Bösewicht“, der „Teufel“, die eine Ex, die ihn am Boden sehen wollte. Sie appelliert an ihn, dass er ehrlich zu sich selbst sein soll und wisse, dass sie das nicht sei. Juno bemerkt, das ihr Ex glücklicher denn je wirke, sie liebe es ihn so zu sehen und hoffe, dass sie nicht mehr die „Böse“ sei („Du wirkst glücklicher denn je und ich lieb’s dich so zu sehen. Hoffentlich bin ich nicht mehr nur noch für dich der Bösewicht in deiner Story“). Über ihre sozialen Medien verkündete Juno, dass Nicht ich einer ihrer Lieblingssongs sei, die sie bis dato jemals in ihrem Leben geschrieben habe. Sie liebe den Titel sehr und wünsche dem Menschen, für den ich ihn geschrieben habe, das Beste. Für sie sei das Lied auch ein perfekter Abspann des Albums: „Der Rückblick auf eine komplexe Beziehung, aufrichtig und versöhnlich. Mit einer Mid 8, in die ich total verknallt bin“. |

Aufgebaut ist das Lied auf zwei Strophen, einem Refrain und einer Bridge. Es beginnt mit der ersten Strophe, die als Sechszeiler verfasst wurde. An diese schließt sich der Refrain an, der aber zunächst in einer gekürzten Variante, den ersten vier Zeilen, dargeboten wird. Auf den ersten Refrain folgt die zweite Strophe, die sich ebenfalls aus vier Zeilen zusammensetzt. An diese schließt sich wieder der Refrain an, der diesmal in seiner ursprünglichen Form, als Achtzeiler, dargeboten wird. Dieser klingt mit der sich wiederholenden Zeile: „Das bin nicht ich“, als Postchorus aus. Als musikalisches Zwischenspiel folgt eine siebenzeilige Bridge, ehe das Lied mit dem dritten Refrain endet. Dieser klingt erneut mit einem erweiterten Postchorus aus.

## Mitwirkende
| Liedproduktion - Steven Bashir: Komposition, Liedtext - Joschka Bender: Gitarre, Keyboard, Komposition, Liedtext, Musikproduktion, Programmierung, Tonaufnahme - Hans-Philipp Graf: Mastering - Madeline Juno: Gesang, Komposition, Liedtext - Dennis Keil: Abmischung - Alexander Knolle (Alex Lys): Komposition, Liedtext - Benjamin Scheufler: Schlagzeug - Wieland Stahnecker (Blinker): Komposition, Liedtext | Visualisierung (Cover) - Max Binski: Artwork - Ben Wolf: Fotografie Unternehmen - BMG Rights Management: Musikverlag - Budde Music Publishing: Musikverlag - Edition Novemberkind: Musikverlag - Embassy of Music: Musiklabel - HP Mastering Hamburg: Tonstudio - Sony Music Publishing: Musikverlag - Tonpool: Vertrieb - Universal Music Publishing: Musikverlag |

## Rezensionen
Hendrik Müller von Plattentests.de vergab fünf von zehn Punkten für das Album Nur zu Besuch und hob dabei Nicht ich, während seiner Rezension, als eines von drei „Highlights“ hervor. Er bezeichnete das Lied als lupenreinen Poptitel sowie runden Albumcloser, der so ganz und gar nicht prätentiös daherkommen und eine erfrischende Abwechslung im Genrekontext bieten würde.
Mia Milan vom Tonspion ist der Meinung, dass Nicht ich ein vollkommener und ungefilterter Coming-of-Age-Soundtrack sei.